# 퀴즈왕
"퀴즈왕"은 2010년에 개봉한 대한민국의 코미디 영화이다.

## 캐스팅
- 김수로 : 이도엽 역
- 한재석 : 박상길 역
- 송영창 : 도호만 역
- 류승룡 : 김상도 역
- 장영남 : 장팔녀 역
- 류덕환 : 오철주 역
- 이해영 : 최하영 역
- 김병옥 : 김정상 역
- 이문수 : 이문수 역
- 이상훈 : 이상훈 역
- 심은경 : 김여나 역
- 임원희 : 이준상 역
- 이지용 : 도지용 역
- 정재영 : 유도사내 역
- 신하균 : 공학박사 역
- 이수빈 : 상도 딸 역
- 고은미 : 임연이 역
- 이수영 : 이수영 역
- 공호석 : 공순경 역
- 김원해 : 김순경 역
- 한승희 : 한순경 역
- 김일웅 : 최순경 역
- 박정기 : 박순경 역
- 박준서 : 박준서 역
- 김대령 : 김대령 역
- 김재건 : 국장 역
- 조덕현 : 감독 역
- 정규수 : 남자 역
- 김찬이 : 형사 역
- 이선혜 : 박필례 역
- 이철민 : 대학교수 1 역
- 이재용 : 대학교수 2 역
- 이한위 : 김 사장 역
- 장진 : 마 반장 역
- 배성일 : 성우 1 역
- 김지영 : 성우 2 역